# AC-130 (航空機)
AC-130
フレアを放出するAC-130H スペクター
- 用途：ガンシップ（局地制圧用攻撃機）
- 分類：対地攻撃機
- 製造者：ロッキード（現・ロッキード・マーティン）
- 運用者： アメリカ合衆国（アメリカ空軍）
- 初飛行：1967年
- 生産数：47機
- 運用開始：1973年
- 退役：AC-130U（2019年）
- 運用状況：現役
- ユニットコスト：AC-130U：2億5,300万USドル
（2016年）
- 原型機：C-130

AC-130 は、ロッキードC-130ハーキュリーズ輸送機の機体を流用し、重火器を搭載した対地専用攻撃機。通称「ガンシップ」。

## 概要
ガンシップ・プロジェクトIIに基づいて、ロッキードC-130 ハーキュリーズに重武装を施した機体である。
初期型のAC-130AはAC-119同様M134 7.62mmミニガン4挺とM61 20mmバルカン4門を装備していたが、9K32（SA-7 グレイル）やFIM-92 スティンガーなどの携帯式地対空ミサイルの発達と普及に伴い、長射程大火力のボフォース L60 40mm機関砲やM102 105mm榴弾砲が追加され、AC-47やAC-119とは桁違いの重武装と大火力を有するようになった。
武装は機体左側面に装備され、目標を中心に左旋回しながら攻撃する。これは、左側に座る機長が目標を視認しやすいためである。元となった機体が輸送機なので大量の弾薬を搭載でき、長時間に渡っての射撃が可能になっている。
制空権を獲得できるだけの航空兵力を有するアメリカ合衆国のみ保有しており、敵の地上部隊やその支援部隊に対して強力かつ精密な攻撃をおこなう。味方の地上部隊から支援要請を受けて攻撃を実施するための通信機器、敵の正確な位置を把握するための赤外線センサやレーダー測距、そして、それらの情報をもとにして精密射撃をおこなうための火器管制コンピュータなどを搭載している。
同機は空軍特殊作戦コマンドでのみ運用されている。AC-130Aスペクターがベトナム戦争に投入された以外でも、グレナダ侵攻やパナマ侵攻、湾岸戦争、ボスニア・ヘルツェゴビナ紛争、ソマリア内戦、コソボ紛争、アフガン侵攻、イラク戦争、リビア内戦にも投入されている。
アメリカ空軍では現存のAC-130Uの近代化改修案として、25mmガトリング砲と40mm機関砲を2門のブッシュマスターII 30mmチェーンガンに、105mm榴弾砲を後装式の120mm迫撃砲に換装するほか、スタンドオフ攻撃能力を与えるためにAGM-114 ヘルファイア対戦車ミサイルとハイドラ70ロケット弾の運用能力を付与する計画が存在していたが、キャンセルされた。後に、精密な近接航空支援に特化した改修案「AC-130J」が発表され、前述のスタンドオフ攻撃能力として精密爆弾やミサイルを搭載し、代わりに固定武装をブッシュマスターII 30mm機関砲1門、105mm榴弾砲1門に削減している。
2015年5月16日に最後のAC-130Hスペクターガンシップである、第27特殊作戦航空団第16特殊作戦飛行隊所属“エクスカリバー”69-6569号機が退役した。
なお、AC-130Uスプーキーは2019年に退役し、AC-130WスティンガーIIおよび前述の長胴型最新機AC-130Jゴーストライダーの2機種を運用している。

## 紛争におけるAC-130の損失
AC-130は、1967年にベトナム戦争に配備された以来、公式・非公式を問わずアメリカ合衆国が関与したほぼすべての紛争に配備されている。
1969年5月24日、最初のガンシップが敵の砲撃により失われた以降2023年までのガンシップ損失を列挙する。
| 日付                   | 型式    | 所属               | 損失原因・備考 |
| ---------------------- | ------- | ------------------ | --- |
| 1969年5月24日          | AC-130A | 第16特殊作戦飛行隊 | 高度6,500フィート (2,000メートル)で北ベトナム軍の車両を偵察中、37mm対空砲により撃墜された。                                                      |
| 1970年4月22日          | AC-130A | 第16特殊作戦飛行隊 | 北ベトナム軍の車両を攻撃中に37mm対空砲で撃墜された。                                                                                             |
| 1972年3月28日          | AC-130A | 第16特殊作戦飛行隊 | ホーチミン・ルートを通る車両に攻撃中、S-75地対空ミサイルにより撃墜された。                                                                       |
| 1972年3月30日          | AC-130E | 第16特殊作戦飛行隊 | 高度7,500フィート (2,300 m) 上空で車両を攻撃中に57mm対空砲によって撃墜された。生き残った乗員を救助するために救出作戦が行われた。                 |
| 1972年6月18日          | AC-130A | 第16特殊作戦飛行隊 | ストレラ-2によって撃墜された。ミサイルは第3エンジンに衝突し、主翼が吹き飛ばされた。                                                              |
| 1972年12月21または22日 | AC-130A | 第16特殊作戦飛行隊 | ホーチミン・ルートを通る車両を高度7,800フィート (2,400 m)上空から攻撃中、37mm対空砲で撃墜された。                                                |
| 1991年1月31日          | AC-130H | 第16特殊作戦飛行隊 | カフジの戦闘にてコールサイン「スピリット03」は海兵隊の守備を行っていたが、ストレラ-2を持ったイラク兵によって撃墜され、乗組員14名全員が死亡した。 |

## 運用
アメリカ空軍
- 空軍特殊作戦コマンド
  - 第1特殊作戦航空団
  - 第4特殊作戦飛行隊
  - 第16特殊作戦飛行隊
  - 第19特殊作戦飛行隊
  - 第27特殊作戦航空団

## 仕様
AC-130 基本性能
- 全長：29.8m
- 全高：11.7m
- 翼幅：40.4m

AC-130U 三面図

- 翼面積：162.2m²（1,745.5ft²）
- 積載重量：55,520kg（122,400lb）
- 最大離陸重量：69,750kg（155,000lb）
- エンジン：アリソン T56-A-15ターボプロップエンジン 4,910shp[注 1]（3,700kW）×4基
- 最高速度：480km/h（260ノット）
- 航続距離：4,070km
- 上昇限度[注 2]：9,100m（30,000ft）
- 乗員：13名
  - 士官5名（機長、副操縦士、航法士、火器管制官、電子戦担当官）
  - 下士官8名（航空機関士、TVオペレーター、赤外線検出担当士、ロードマスター[注 3]、砲手4名）

### 武装
AC-130A プロジェクト ガンシップ II
- M134 7.62mmミニガン×4挺
- M61 20mmバルカン×4門

AC-130A サプライズパッケージ、ペイブ プロント、AC-130E ペイブ スペクター
- M134 7.62mmミニガン×2挺
- M61 20mmバルカン×2門
- 40mm機関砲×2門

AC-130E ペイブ イージス
- M61 20mmバルカン×2門
- 40mm機関砲×1門
- 105mm榴弾砲×1門

AC-130H スペクター (2000年頃）
- M61 20mmバルカン×2門
- 40mm機関砲×1門
- 105mm榴弾砲×1門

AC-130H（退役）
- GAU-12 25mmガトリング砲5砲身×1門
- 40mm機関砲×1門
- 105mm榴弾砲×1門

AC-130U スプーキー II（退役）
- GAU-12 25mmガトリング砲5砲身×1門
- 40mm機関砲×1門
- 105mm榴弾砲×1門

AC-130W スティンガー II/AC-130J ゴーストライダー
- GAU-23/A 30mm機関砲×1門
- 105mm榴弾砲×1門(AC-130J ゴーストライダーのみ搭載)
- AGM-176 グリフィン、GBU-44/B バイパーストライク
- AGM-114 ヘルファイア、GBU-39、GBU-53/B

## 登場作品

### 映画・アニメ
『蒼き流星SPTレイズナー』
暴走したレイズナーを静止すべく、エドワーズ基地にたまたま着陸しようとしていたAC-130が迎撃するが、V-MAXを発動したレイズナーの前に全く歯が立たないまま機体各所を破壊され墜落。そのまま基地施設に突っ込んで大破する。
『エンド・オブ・ホワイトハウス』
テロ組織の使用機として登場。武器を機体の左右両舷に装備しているよう描写されている。ワシントンD.C.上空に侵入し、上空警戒機のF-22 ラプターをガトリング砲で撃墜した後、ホワイトハウスとその周辺を攻撃するが、増援のF-22に空対空ミサイルで攻撃され、ワシントン記念塔の上部に翼を激突させた後にナショナル・モールに墜落する。
『GAMERA -Rebirth-』
第6話に6機登場。エスギャオスに対し対地攻撃を行った。
『クロムクロ』
第5・6話に国連軍所属の機体として登場。神通川河川敷に降下し、富山空港に侵入した敵対ジオフレーム（この作品における、いわゆる"人型兵器"の呼称）を攻撃するが、重力シールド（バリア）に阻まれて全く攻撃が通用せず、超低空飛行による105mm砲の接近射撃を敢行するも効果がなく、直後に撃墜されて富山空港の滑走路上に墜落、爆発炎上する。
『特攻野郎Aチーム THE MOVIE』
リンチ大佐がAチームとモリソン将軍を抹殺するために送り込む。爆撃後の映像を見て「リアルな『コール・オブ・デューティ』だ」（吹き替えでは「まるでゲームだ」）と呟くシーンもある。
『トランスフォーマー』
主要登場人物の1人、レノックス率いるアメリカ軍部隊の救援に登場。劇中ではA-10 サンダーボルトIIによる断続的な反復攻撃と、本機による連続的な旋回攻撃が対比されている。105mm砲でスコルポノックを撤退させる。
『ローン・サバイバー』
終盤、ターリバーンに襲われているNavy SEALs隊員のマーカス・ラトレル一等兵曹を救出するためにAH-64 アパッチ・HH-60 ペイブ・ホークとともに登場。
『コヴェナント/約束の救出』
終盤の救出作戦で登場。

### 漫画
『なるたる』
"竜の子"タラスクを捕殺するアメリカ軍部隊の1つとして登場。
『オメガ7』
Vol.1に自衛隊機として登場。ポル・ポト派に拉致されたPKO部隊を救助すべくカンボジアに派遣され、ポル・ポト派の兵士たちを低空から掃射する。現実の自衛隊にAC-130は配備されていないが、作中の自衛隊員らも存在を知らない極秘の機体だった。

### ゲーム
『H.A.W.X.2』
ガンカメラを使ったミッションがある。また、一部ミッションにて友軍機として登場する。
『Jane's ATF』
『Jane's USNF』
『Zombie Gunship』
iOS/Android用の、ゾンビを上空から攻撃するシューティングゲーム。
『エースコンバットシリーズ』
『エースコンバット5』
敵ユニットの1つとして登場。プレイヤーは操作できない。
『エースコンバット6』
敵ユニットの1つとして登場。プレイヤーは操作できない（一部ミッションにおいて、友軍機として登場する）。
『エースコンバットAH』
プレイヤー機としてU型が登場。『エースコンバットシリーズ』では本作で初めてプレイヤーが本機の武装（25mm ガトリング砲・40mm機関砲・120mm迫撃砲）操作が可能になる。
『エースコンバット7』
敵ユニットの一つとして登場。AHと同様にAC-130Uが登場するが、プレイヤーは操作できない。
『コール オブ デューティシリーズ』
『CoD4』
H型のガンカメラを使ったミッションがある。武装は、25mm ガトリング砲・40mm機関砲・105mm榴弾砲の3種類。
『CoD:MW2』
マルチプレイでH型のガンナー役になれる。武装は、『CoD4』同様に25mm ガトリング砲・40mm機関砲・105mm榴弾砲の3種類。キャンペーンではフェニックス基地に駐機してあるほか、ロシア軍の攻撃で墜落していくAC-130を見ることができる。
『CoD:MW3』
キャンペーン、マルチプレイにH型が登場。キャンペーンではプレイヤーの部隊を支援するため、パリへ出撃する。また、このミッションではプレイヤーが操作するシーンが有る。武装は、『CoD4』同様に25mm ガトリング砲・40mm機関砲・105mm榴弾砲の3種類。
『CoD:BO2』
パナマ侵攻を元にしたミッションで登場。ある場所でストロボグレネードを拾い、それを投げるとストロボの周囲を機関砲で攻撃してくれる。
『CoD:MWII』
キャンペーンとマルチプレイヤーにAC-130に似た架空の機体が登場する。武装に25mm機関砲と40mm砲､LTM（ヘルファイア)が使用でき､伝統的な105mm榴弾砲は使用できない。
『シャドウカンパニー』
ゲーム内通貨を消費して使用できるアクティブスキルで登場。一定時間上空を旋回し、相手プレイヤー1人の周辺に照準を重ね、その付近一帯を爆撃する。
『大戦略シリーズ』
『バトルフィールドシリーズ』
『BF1942』
湾岸戦争を題材としたMOD「Desert Combat Final」でアメリカ陣営に登場。多数の火器を備え、リスポーンポイントとしても機能する。MOABを投下できるタイプもある。
『BF3』
DLC「Armerd Kill」にて追加されたマップに登場。陣営は関係なく、特定の拠点を確保している場合に搭乗可能。武装は、25mm ガトリング砲・40mm機関砲・105mm榴弾砲の3種類。これらの武装を用いて対地攻撃が可能なほか、パラシュート降下可能なリスポーンポイントとなる。
『BF4』
アメリカ軍以外の軍でも特定のマップで特定の拠点を確保すると司令官が出撃させることができる。兵士が搭乗して対地攻撃が可能な他、パラシュート降下可能なリスポーンポイントとなる。また、キャンペーンではダムを破壊した後に、主人公らをフルトン回収しスエズ運河に向かう。
『BFH』
キャンペーンミッションに登場。スクラップ同然の状態となっていた機体がトニー・アルパート率いるミリシアの拠点に放置されていたが、武装が使用可能だったため主人公が固定砲台のようにして使用する。
『マーセナリーズ』
プレイヤーが航空支援としてPDAのショップから注文して国連軍所属の機体を使うことができる。レーザー測距装置を使い、指示された目標とその周辺に攻撃をする。
『メダル・オブ・オナー』
地上で活動するAFOチームを支援する目的で登場。コールサインは「リーパー3-1」。